# Thomas Cochrane
Thomas Alexander Cochrane, X conde de Dundonald, Marqués de Maranhão (Annsfield cerca de Hamilton, 14 de diciembre de 1775-Londres, 31 de octubre de 1860), conocido como Lord Cochrane, fue un político radical, oficial naval e inventor británico, que también tuvo ciudadanía chilena. Llegó a ser considerado uno de los capitanes británicos más audaces y exitosos de las guerras revolucionarias francesas, lo que llevó a los franceses a apodarlo Le loup des mers («el lobo de los mares»). Después de ser dado de baja de la Marina Real británica, sirvió en las marinas de Chile, Brasil y Grecia. El 11 de diciembre de 1818 adquirió la ciudadanía de Chile a petición del director supremo Bernardo O'Higgins, y sirvió como comandante en jefe de la Armada de Chile.
Su vida y aventuras han servido de inspiración a varios autores. Para algunos historiadores, Cochrane es uno de los militares más valerosos y audaces que lucharon en las guerras de independencia de Hispanoamérica.
En 1812 Cochrane se casó, contra los deseos de su familia, con Catherine Frances Corbett Barnes (Kitty), una dama de madre española. Como consecuencia, Cochrane perdió la herencia familiar. De ese matrimonio nació Thomas Barnes Cochrane, xi conde de Dundonald. Kitty acompañó a Cochrane en sus numerosos viajes, después de que el marino dejara Inglaterra.

## Infancia y juventud
Cuando Thomas nació, la fortuna de su familia se encontraba casi agotada. Así, en 1793, la casa ancestral tuvo que ser vendida para solventar los gastos familiares.
Estando su familia desprovista de fortuna, se decidió que el joven Thomas debería abrirse camino a través de una carrera militar. Como era la costumbre en aquellos días entre la gente de su clase, y gracias a los buenos oficios de un tío, a partir de los once años fue alistado como tripulante en varios barcos de guerra británicos. El propósito de esta estratagema era proveerlo con la antigüedad necesaria para que su ingreso real en la Marina Británica fuera como oficial.
Ese alistamiento se concretó, coincidencia o no, en 1793 (cuando fue nombrado guardiamarina), el mismo año en que la casa patriarcal fuera vendida, y al mismo tiempo que las guerras revolucionarias francesas comenzaran.

## Servicio en la Marina británica

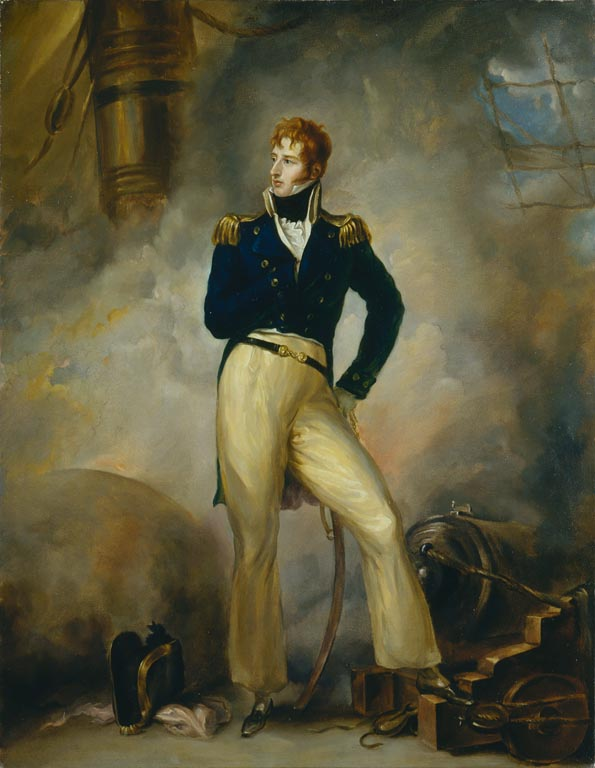
Thomas Alexander Cochrane en 1807.

Durante su servicio en la marina británica Cochrane demostró una gran capacidad, habilidad innovadora y valor personal. Así, su progreso desde guardiamarina a oficial duró solo dos años, siendo confirmado en el rango —después de pasar los exámenes— en 1793. En Nápoles, conoció a Horatio Nelson quedando profundamente impresionado por las cualidades demostradas por este gran almirante y decidió seguir su ejemplo. Tres años después, en 1796, se le otorgó el cargo de teniente. En 1799 le fue dado el comando temporal del Genereux, un navío de línea francés capturado, con órdenes de llevarlo a un puerto inglés. Durante la travesía, una tempestad se desató sobre el barco y Cochrane en persona tuvo que subir a los mástiles a recoger las velas, ya que la mayoría de la tripulación se encontraba enferma.
Sin embargo, demostró también tener un carácter arisco y difícil, que le ganó la animosidad o enemistad de numerosos colegas y superiores a lo largo de su vida. Entre otros ejemplos, fue sometido a una corte marcial por presuntamente, haber desafiado a un duelo a otro oficial. A pesar de que se le encontró inocente de la acusación, fue amonestado por "falta de cortesía".  Así comenzó una larga historia de desencuentros con otras personas, incluso con aquellas que deberían haber sido sus aliados naturales.
En 1800, Cochrane fue nombrado comandante de la balandra-bergantín HMS Speedy, destinada a perseguir a naves españolas y francesas en el Mediterráneo. En cumplimiento de su cometido, en solo diez meses capturó 50 naves, 122 cañones y un total de 533 tripulantes.

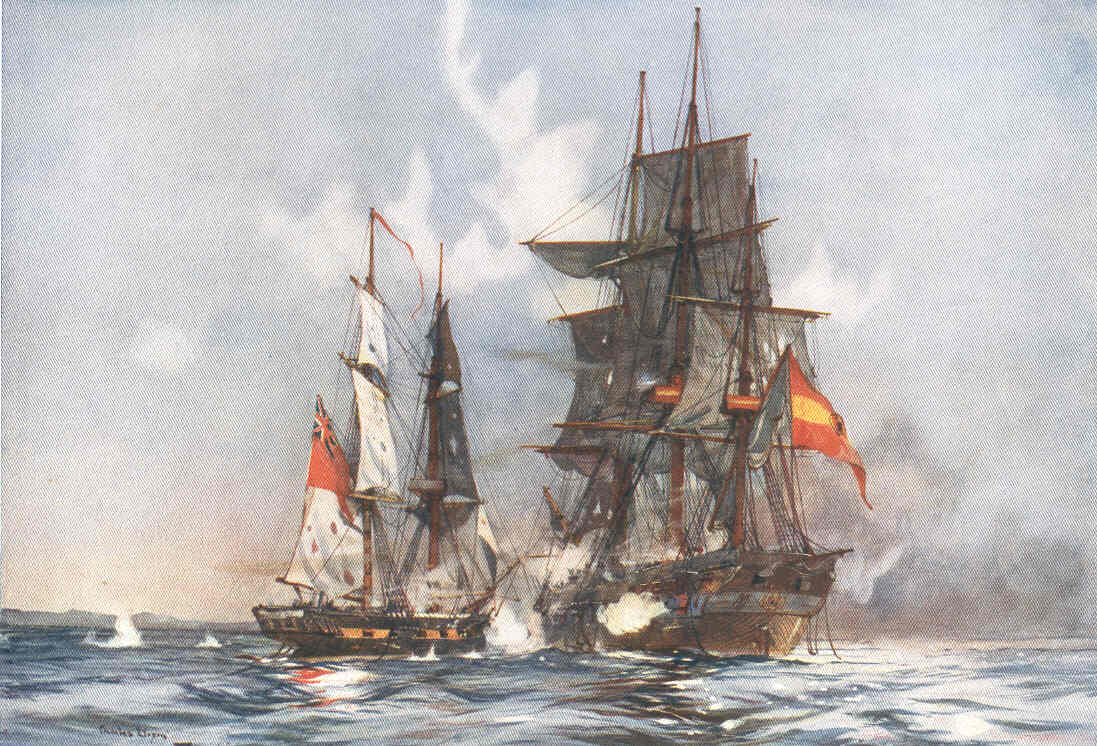
Combate del HMS Speedy, al mando de Thomas Cochrane, en contra del español El Gamo, al que captura.

En ese mismo año la corbeta fue interceptada por un barco de guerra español. Cochrane escapó usando la bandera danesa y simulando que había una plaga a bordo. En otra ocasión, el Speedy fue capturado por el almirante francés Charles Linois que lo atacó con tres navíos de línea logrando hacer prisionero a Cochrane. Canjeado por unos prisioneros franceses, pudo volver a Inglaterra.
Uno de sus éxitos más notorios fue la captura del jabeque-fragata El Gamo. Este buque era mucho más poderoso que el Speedy (30 cañones y tripulación de 319 contra 18 cañones y 54 tripulantes). Cochrane, usando engañosamente la bandera estadounidense, acercó su corbeta tan cerca que quedó por debajo del área de fuego de los cañones del El Gamo, en ese momento izó la bandera británica y procedió con el abordaje del barco enemigo con tal ímpetu que, a pesar de la desventaja numérica, forzó la rendición de sus tripulantes. Poco después, en agosto de 1801 fue ascendido al rango de capitán de navío. Con solo 25 años de edad, ya era famoso dentro de la Royal Navy por sus acciones navales.
Sin embargo, su carácter intervino. Habiéndose ganado la enemistad del Vizconde St Vincent, almirante y comandante en jefe de la flota británica del Mediterráneo, fue relegado a capitán de un buque de abastecimientos. Para su fortuna, St Vincent fue apartado temporalmente del mando (para ser a la larga puesto al mando de la flota del canal de la Mancha) y Cochrane fue nombrado en 1804 capitán de la fragata de 32 cañones HMS Pallas para operar en el área de las islas Azores. Durante el ejercicio del mando de esta unidad atacó y destruyó a la fragata Minerva de 44 cañones, capturó una corbeta de 16 cañones y destruyó otras tres unidades de combate que contaban en total con 72 cañones, además de capturar una gran cantidad de buques mercantes enemigos. Fue tan grande su éxito capturando buques enemigos que su buque empezó a ser llamado el Golden Pallas debido a la cantidad de dinero que generaba por la captura de presas.
En 1806 le fue dado el mando de la fragata Imperieuse, donde servía Frederick Marryat, conocido escritor, quien fue el primero en usar a Cochrane como inspiración para sus libros. Durante aquella época ocurrieron algunas de la aventuras más pintorescas de la vida de Cochrane, cuando le fue ordenado el hostigamiento de la costa mediterránea bajo ocupación francesa, particularmente el área entre Barcelona y Marsella: la Costa Brava, o el golfo de Rosas.

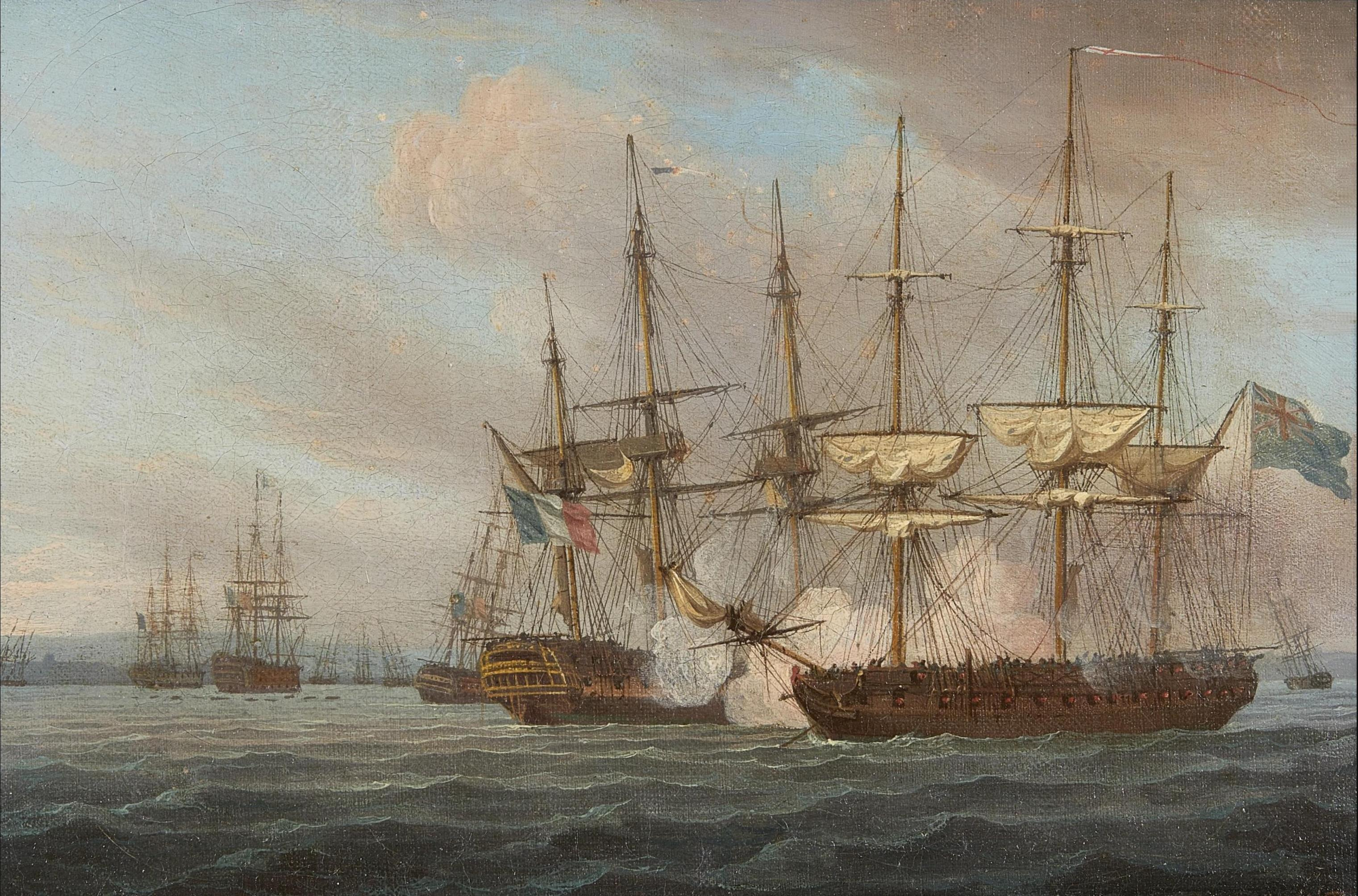
La acción de Cochrane en la batalla naval de la isla de Aix contra la flota francesa le valió ser honrado con la Orden del Baño.

En 1808, junto a un grupo guerrillero español capturó el fuerte de Montgat, en la región del Maresme, deteniendo por un mes el avance de las fuerzas al mando del general Guillaume Philibert Duhesme. Cuando a su barco se le acabó el agua, se reabasteció en territorio francés, en vez de volver a su base, como era costumbre en aquellos días. En otra oportunidad, ocupó por algún tiempo un fortín francés, y copió los códigos militares, dejando los originales detrás, a fin de que los franceses no se dieran cuenta de que habían caído a sus manos.
Estando Cochrane en 1809 al mando del Imperieuse, operando en el Mediterráneo, fue llamado por el Primer lord del Mar de la época para poder analizar la posibilidad de efectuar un ataque de un alto riesgo contra la flota francesa del Atlántico, la que se encontraba fondeada en el puerto de Aix. Cochrane aceptó de inmediato la propuesta y junto con su superior el almirante James Gambier zarparon con las unidades navales para cumplir la tarea.
Es así que rodearon a la escuadra francesa en Aix comenzando la batalla de la isla de Aix (en el lado francés del golfo de Vizcaya; cerca de La Rochelle) donde Cochrane del 11 al 13 de abril de 1809 efectuó un ataque nocturno que lideró personalmente y utilizando varios brulotes cargados con explosivos y cohetes diseñados por William Congréve, sobre los 11 navíos y 4 fragatas francesas fondeados en la bahía de Aix. El caos, el estupor y el pánico de los franceses fue indescriptible, logrando destruir la mitad de la flota enemiga sin haber perdido un solo hombre en la acción. Pero no se pudo conseguir totalmente destruir todas las naves francesas, ya que el almirante Gambier no concurrió a apoyar la acción de remate de las unidades francesas averiadas, pese a las reiteradas llamadas de apoyo de Cochrane. Aun así, por la increíble acción, Cochrane fue condecorado con la Orden del Baño, la condecoración británica más importante existente por actos de valor. Napoleón Bonaparte diría sobre esta acción que «Cochrane habría podido destruir o capturar todos los buques franceses en Aix si, como era debido, hubiera sido ayudado por el almirante inglés».
Tras aquella acción y como consecuencia de haber acusado públicamente a su superior, el almirante Gambier, de no haber perseguido y obtenido un resultado mejor como debería haber ocurrido durante el ataque, perdió su posición y fue trasladado a prestar servicio en la guerra anglo-estadounidense, al mando del HMS Tonnant pero antes de poder hacerse a la mar se vio envuelto en un escándalo bursátil, lo que fue aprovechado por sus enemigos políticos para arruinar su carrera, siendo retirado del servicio activo y expulsado de la Marina Real en 1817. En realidad, Thomas Cochrane nada tuvo que ver en ese asunto.

## Carrera política

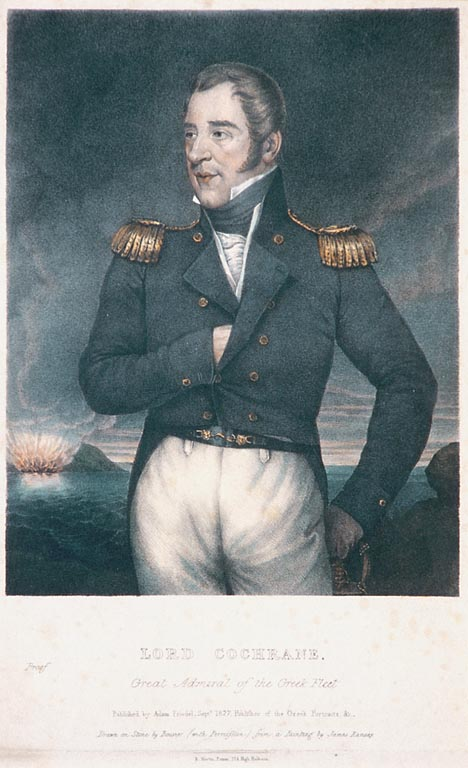
Cochrane, político y marino.

Cochrane tenía una doble posición como capitán de marina y miembro del Parlamento desde el año 1806, cuando fue elegido por el distrito de Honiton. En aquellos días el sistema electoral británico era muy corrupto y, en algunas suscripciones electorales (popularmente conocidas como los burgos podridos), era común y legal comprar los votos. Cochrane decidió eliminar estas prácticas. Sus acciones finalmente dieron lugar a las reformas electorales británicas, que prohibieron el cohecho.
Para empezar, se presentó como candidato en uno de los burgos podridos más notorios, denunciando públicamente el sistema. Como consecuencia, perdió abrumadoramente. El precio por voto durante la elección fue de cinco guineas. Cochrane dio —después de la elección— diez guineas a los que votaron por él (muy pocos), proclamando que quería compensar a quienes habían sufrido una pérdida por seguir sus conciencias. En la elección siguiente ganó, en forma igualmente abrumadora, quizá porque los electores esperaban una repetición de lo que había hecho. Esta vez Cochrane no dio nada, proclamando que quienes votaron por él habían sido más que suficientemente compensados por su elección.
Este hecho ocasionó tal entusiasmo entre el electorado más progresista, que a partir de 1807 y hasta 1815 fue elegido continuamente como diputado en la Cámara de los Comunes por el distrito de Westminster. En el parlamento se alió al lado radical de los Whig con figuras como William Cobbett y Henry Hunt,  y se dedicó a denunciar la corrupción en la Marina y la ineficiencia en la dirección de la guerra. Esto, por supuesto, le ocasionó muchos enemigos en la administración y en altos círculos militares y navales.
Sin embargo, su carácter y su manera de resolver problemas dificultaron tanto la solución real de aquellos como las alianzas que formaba. Como ejemplo bien conocido, en una ocasión en que el parlamento ordenó la detención de uno de sus amigos, Cochrane organizó la defensa, minando la casa y anunciando que la haría explotar si alguien llegaba a efectuar el arresto.
Como consecuencia de todo lo anterior, Cochrane fue envuelto y enjuiciado en el complicado caso del Gran Fraude de la Casa de Cambio.
Sin embargo, Cochrane fue encontrado culpable y condenado a un año de cárcel, una forma dura del cepo y una multa de mil libras esterlinas (suma muy alta en aquellos días). Adicionalmente, fue expulsado de la Marina y perdió su condición de diputado. Para hacer la humillación completa, le fueron retirados sus títulos de nobleza y fue sometido a la ceremonia de degradación (en la cual su insignia fue tirada al suelo, sacada a patadas de la sala de honor y tirada a la calle). Tal fue el malestar público frente a estos hechos que su condena se transformó en un triunfo político. La condena al cepo fue conmutada por miedo a una revuelta popular cuando otro diputado anunció que él también la cumpliría junto a Cochrane, la multa fue pagada por suscripción pública y fue reelegido inmediatamente para su cargo de diputado (lo que de hecho conmutó su condena a prisión). Sin embargo, el golpe fue demasiado y Cochrane dejó Inglaterra para reconstruir su reputación y luchar por sus ideales en otros lugares.

## Servicio en Chile
En 1817, Thomas Cochrane publicó un aviso en uno de los principales periódicos de Londres informando que estaba disponible para ir a servir a las nuevas naciones que se estaban independizando en América u otras.
El embajador español en Londres José Miguel de Carvajal duque de San Carlos le había ofrecido en ese año a Cochrane en nombre de Fernando VII el título de almirante de España con el objeto de comandar una fuerza naval capaz de hacerle frente a los patriotas en América, pero Cochrane rehúso el ofrecimiento español por no estar de acuerdo con sus ideales. También en ese año recibió el ofrecimiento de la República de Venezuela para hacerse cargo de la naciente armada venezolana.
Pero en Londres, en ese mismo año, fue conocido por el representante enviado por el general San Martín, José Antonio Álvarez Condarco, que convenció en mayo a Cochrane para dirigirse a Chile junto a una serie de oficiales británicos que fueron también contratados, así pudiera entrar a la Armada Chilena en el Pacífico. Antes de partir a su nuevo destino, Cochrane le manifestó al representante argentino las ventajas militares para las futuras campañas navales al financiar la construcción de un barco a vapor que se ofrecía a Chile. Al aceptar la propuesta, Cochrane supervisaría la construcción del vapor que pasaría a llamarse Rising Star, pero pronto tuvo que dejar la supervisión y partir a Chile para tomar el mando de su armada. Se embarcó en la corbeta Rose al mando del capitán británico Juan Illingworth Hunt.
El 17 de junio de 1818, Cochrane junto a su esposa e hijo recalaban en Valparaíso, siendo recibido por el director supremo Bernardo O'Higgins. Se le da el grado de vicealmirante en ambas flotas y se le otorga de igual modo la carta de ciudadanía chilena, ya que tenía la intención de residir con su familia en aquel país.

### Operaciones de Cochrane en el mar de Perú

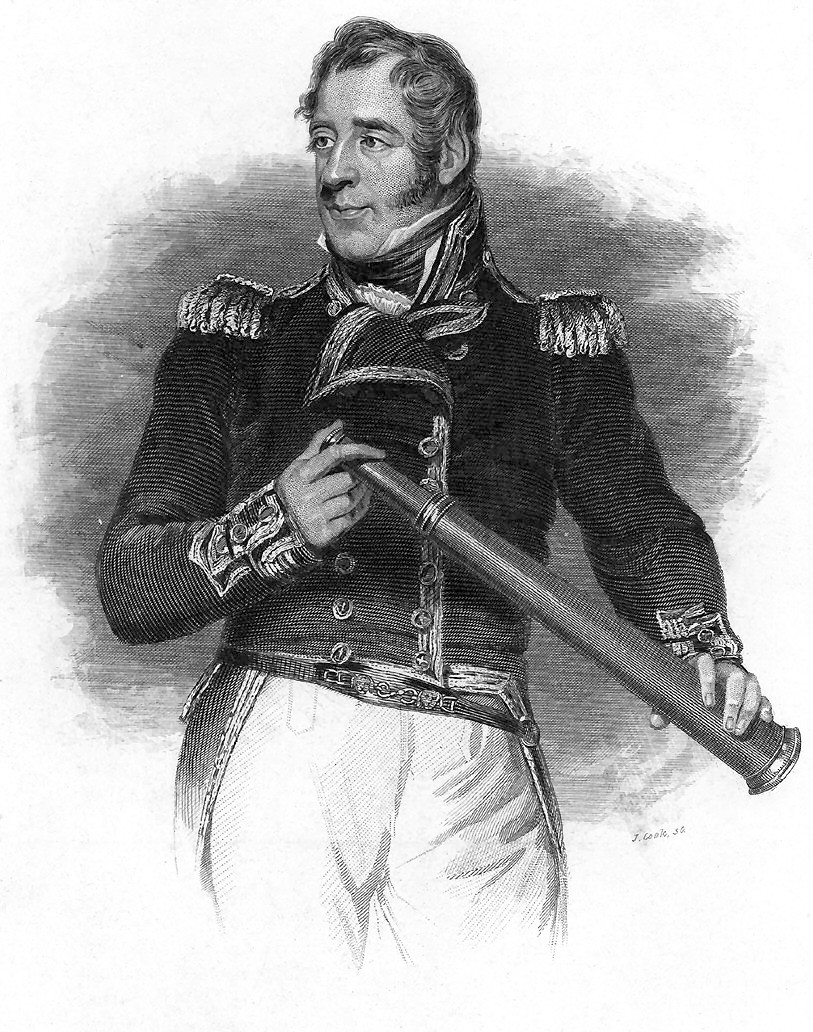
Thomas Cochrane al servicio de la República de Chile.

El gobierno chileno, inmerso en la pobreza posterior a la independencia, había realizado esfuerzos inauditos para equipar la nueva escuadra, proveyéndola de municiones, víveres y todo lo necesario para su funcionamiento. El problema más difícil fue el de encontrar marineros aptos para la navegación y la guerra. Se tenía el mal antecedente de la escuadra de Manuel Blanco Encalada (formada principalmente por piratas y prisioneros) en la que había una pésima disciplina. Se optó esta vez por campesinos y soldados, totalmente diferentes a la vida de mar, pero los resultados fueron excelentes. «Desde que nos hemos visto libres de presidiarios, parece que reina el buen humor y la alegría entre los marinos chilenos, quienes, vestidos como están ahora de uniforme, parecen otra clase de seres». El objetivo de Cochrane era iniciar acciones navales para destruir la escuadra española que estaba apostada en el fondeadero del Callao y difundir propaganda patriótica.
En enero de 1819, Cochrane hizo una primera incursión en aguas peruanas, llegando a bloquear y bombardear el Callao y arrebatarle varios buques a los españoles, entre ellos a la goleta Moctezuma. También pasó y ocupó por algún tiempo, tras derrotar a los destacamentos realistas de la zona, los poblados de Huacho, Huaura, Supe (cuyo cabildo declaró su independencia), Huarmey y Paita. En estos puntos sus comisionados distribuyeron propaganda patriótica y cartas a importantes personalidades criollas para que se adhirieran a la causa emancipadora, y varios hombres se sumaron a la causa patriótica. Cumplida su misión, Cochrane regresó a Valparaíso en junio.
En julio de 1819, Cochrane arresta al Corsario Hipólito Bouchard de piratería, este hombre que era un marinero francés al servicio de las Provincias Unidas del Río de la Plata respondió que el gobierno de Chile no tenía autoridad para juzgarlo y que solo respondía por sus actos ante la autoría de argentina.
al ver esto Cohrane decidió apresar su nave "La Argentina" esa misma noche. Bouchard y su tripulación como Tomas Espora se resistieron al ataque y pelearon pero fue en vano. Cochrane y su tripulación lograron arrestar al Corsario.
Cochrane se quedó con la fragata La Argentina y entregaría a Bouchard a la autoridad de Chile, unos meses después Bouchard quedó en libertad y le fue entregada su fragata, aunque todas las mercancías y dinero nunca fueron devueltas a éste.
En septiembre de 1819 volvió a salir de Valparaíso con rumbo nuevamente al Callao para iniciar el segundo bloqueo del Callao y lograr destruir la escuadra española. Zarpó con el navío San Martín, las fragatas O’Higgins (ex María Isabel) y Lautaro, la corbeta Independencia y el 14 del mismo mes lo hizo el bergantín Araucano.
En el Callao, la Fortaleza del Real Felipe estaba guarnecida por 3000 hombres. Además, empalizadas resguardaban la escuadra realista, compuesta por las fragatas Esmeralda y Venganza, la corbeta Sebastiana y los bergantines Pezuela y Maipú, 30 lanchas cañoneras y unos tres o más buques mercantes armados. Esta escuadra española estaba al inicio de las operaciones de Cochrane al mando del brigadier real Antonio Vacaro.
Cochrane, para atacar el puerto, había diseñado un hábil (incluso fantástico) plan: la utilización de cohetes “Congreve”. Estos no dieron el resultado esperado, situación que Cochrane atribuyó al hecho de que el gobierno de Chile los hizo construir por prisioneros monarquistas, que tuvieron la oportunidad de sabotearlos. Sin embargo, la escuadra  bloqueó el puerto y, tras varios combates, apresó algunos buques.

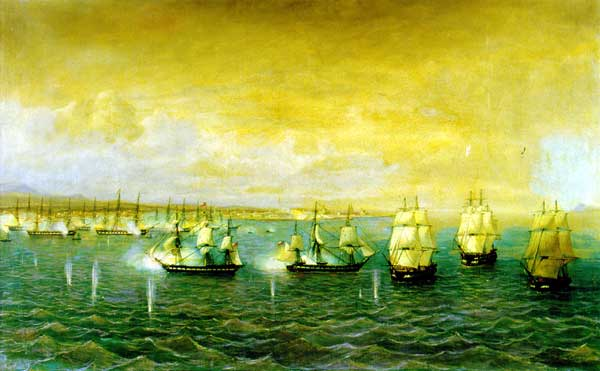
Vista del ataque dado al puerto del Callao por la escuadra chilena del almirante Cochrane a la española del brigadier Antonio Vacaro.

A continuación, Cochrane levantó el bloqueo para ir en busca de una fragata de guerra avistada anteriormente en las cercanías del Callao y que provenía de Cádiz, la Prueba que era parte de la ya anunciada división naval enviada a las costas del Pacífico para reforzar la escuadra española, pero de las cuales solo la fragata Prueba y el mercante Primorosa Mariana sobrevivieron al viaje, como luego se enteraría Cochrane.
Decidió dividir su flota en dos partes, una bajo su mando directo que se dirigiría al norte y otra al mando de su subalterno Martín Guise que iría al sur. Es así que en su viaje al norte lograría conseguir varias presas en el puerto de Guayaquil, mientras que Guise se dirigió a Pisco para conseguir provisiones pero teniendo antes que desembarcar la infantería de marina para desalojar a la guarnición realista del lugar consiguiéndolo y ocupando el puerto por unos días. Cochrane dio por terminada esta fase de las operaciones, enviando el resto de la flota a Valparaíso y quedándose solo con la fragata O´Higgins ya que tenía planeado atacar el sistema de fuertes de Valdivia, en el sur de Chile.
En estas operaciones, Cochrane no concluyó todos sus planes debido a los pocos elementos con los que contaba, las restricciones de cómo actuar en campaña que le impuso el ministro de guerra José Ignacio Zenteno y también porque todo el dinero iba para financiar una expedición de mucha mayor envergadura. Pese a esto, confinó y debilitó a la escuadra española en el Callao y provocó incertidumbre entre los españoles, que ya no podían lanzar expediciones para reconquistar territorios.

### Expedición de Cochrane al sur de Chile

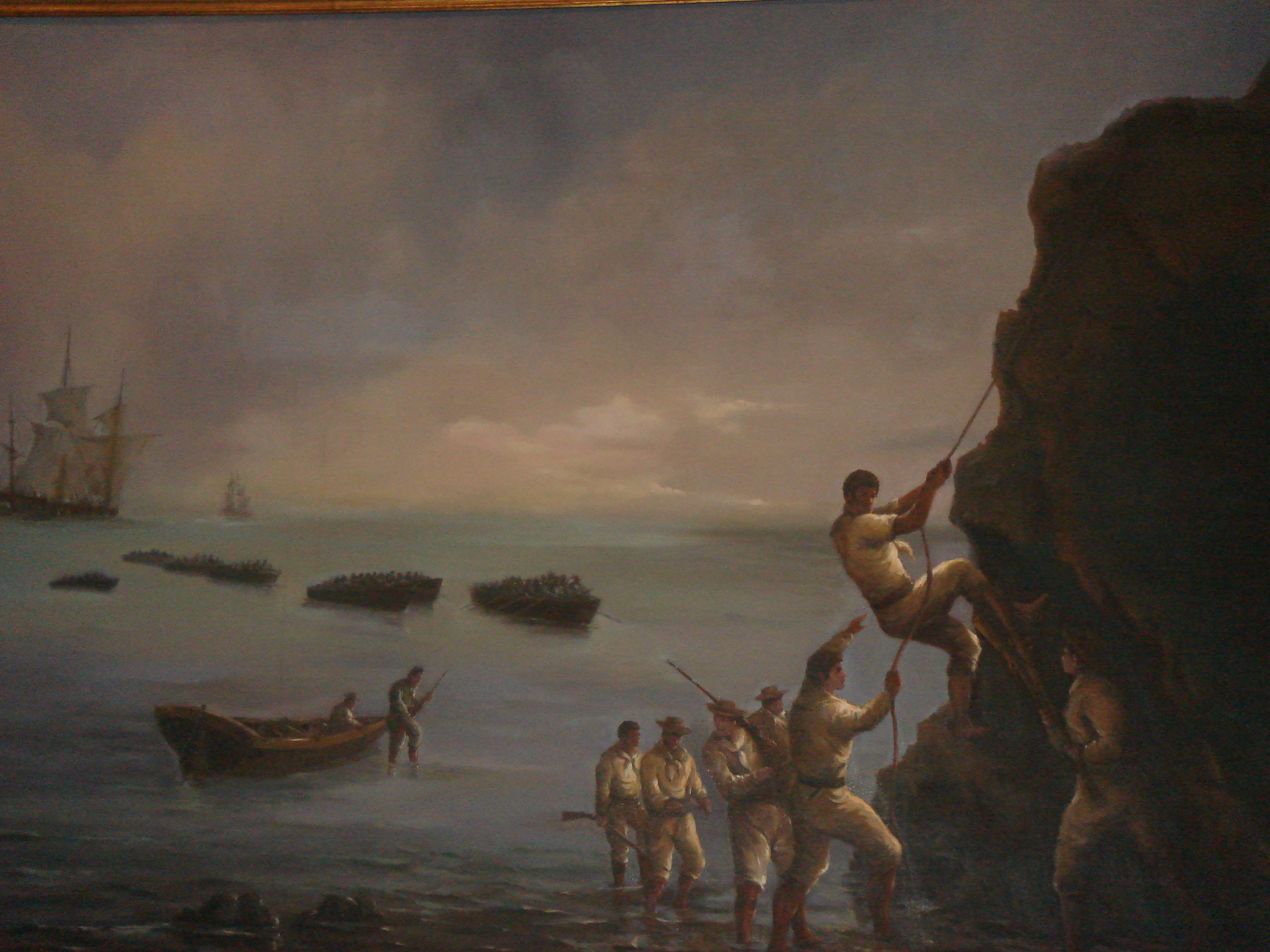
Óleo que representa el desembarco en Valdivia, uno de los movimientos estratégicos más valientes de la incipiente marina chilena.

Después de dos expediciones a Perú donde Cochrane había bloqueado dos veces el puerto del Callao y hostilizado sus alrededores, se dirigió hacia el sur con el propósito de capturar el segundo más importante enclave realista, que se encontraba en Valdivia.
Cochrane ideó y lideró la toma de Valdivia, en la que se redujo uno de los últimos enclaves realistas en Sudamérica, entre los días 3 y 4 de febrero de 1820, a pesar de que la ciudad y su puerto contaban con un notable sistema de fuertes que habían demostrado su fortaleza resistiendo varios ataques protagonizados por piratas y corsarios. Esta acción puede ser considerada un ejemplo clásico de la táctica militar de Cochrane. Como él explicara, había muchos que pensaban que era quizás demasiado intrépido, pero, agregó, su buena fortuna militar se debía a la preparación: nunca había asumido un riesgo para el que no estuviera preparado. Cabe agregar que, una vez que se decidía por un curso de acción, lo seguía sin vacilación.
Cuando el 17 de enero de 1820 avistó la costa cercana a Valdivia, se presentó en la bahía bajo la bandera española. Con esto consiguió capturar un bote que fue a recibir al supuesto navío español. Los realistas no sabían que la desarmada María Isabel había sido rearmada y reflotada. Lord Cochrane recabó información de los marinos capturados acerca de las defensas —especialmente el sistema de fuertes— y se retiró. Al salir de la bahía, capturó al bergantín Potrillo que llegaba de Chiloé con un socorro de 20 mil pesos y otros artículos. Tras el apresamiento, el almirante partió rumbo a Talcahuano donde informaría al General O'Higgins sobre sus planes y solicitaría 350 soldados para emprender la que parecía una arriesgada aventura. El Gobernador de  Concepción de aquel entonces, general Ramón Freire, le facilitó aquellas tropas necesarias, más el bergantín Intrépido y la goleta Moctezuma.

Mapa y desarrollo de la captura de Valdivia.

Una vez que el escuadrón zarpó con rumbo a Valdivia, la nave almirante naufragó frente a la isla Mocha. El agua inundó los almacenes de pólvora, quedando los soldados, dispuestos para tomar la plaza realista, solo con las balas que guardaban en sus cartucheras. Cochrane, sin desanimarse, hizo trasladar la comandancia y el contingente militar a la goleta Moctezuma.
De vuelta en el puerto de Valdivia, la flotilla volvió a entrar bajo la bandera española. El plan era lograr la captura de algún bote de la guarnición a fin de infiltrar una patrulla en uno de los fuertes. Sin embargo, la tentativa fracasó al ser visto por los españoles uno de los botes de la flotilla chilena, que estaba escondido detrás de los buques a la espera del momento apropiado para lanzar el ataque sorpresa.
Sin vacilar, tomando ventaja de cualquiera sorpresa que quedara, Cochrane ordenó el comienzo del asalto por tierra. Uno a uno los fuertes del sistema —que no estaban preparados para un ataque por el lado de tierra desde donde las fuerzas de Cochrane atacaron— cayeron en sus manos, a pesar de la superioridad numérica y de posición que las fuerzas realistas gozaban. Cochrane tomó eso sí la precaución de cegar los cañones capturados. Al final del segundo día, el sistema completo, considerado inexpugnable hasta esa fecha, estaba bajo su control.
Tras esta victoria, se dirigió a Chiloé, con intenciones de derrotar a los realistas que allí gobernaban aún. Pero a pesar de que sus fuerzas lograron tomar la batería de Chacao y otras de la península de Lacuy, la avanzada de Guillermo Miller fue derrotada al atacar el Castillo San Miguel de Agüi, el más importante del sistema que defendía a San Carlos (Ancud). Ante el fracaso y la poca cantidad de soldados con los que contaba, Cochrane ordenó desistir del intento de tomar Chiloé.
Si bien Cochrane no pudo tomar Chiloé, pudo arrebatar, con menos recursos, el sistema de fuertes de Corral y la ciudad de Valdivia a los realistas. Este hecho supuso la pérdida de la principal base de suministro para las tropas realistas que defendían la causa del rey en el sur de Chile, en la llamada Guerra a Muerte, la cual entraría ahora en una etapa decisiva. Además, uno de los subordinados de Cochrane, el mayor Jorge Beauchef lograría extender y consolidar en tierra la presencia chilena en el sur logrando derrotar a las numéricamente superiores fuerzas realistas que intentaban recuperar las ciudades de Valdivia y Osorno en el combate del Toro en la que los realistas perdieron definitivamente toda oportunidad de recuperar la región. Desde entonces, el territorio dominado por los independientes de Chile se extendía hasta la ribera norte del Río Maullín.
Cochrane volvería finalmente a Valparaíso con las presas y los artículos capturados en la región sur para ponerlos a disposición del gobierno de Chile que estaba preparando la próxima y definitiva expedición a Perú.

### En la expedición libertadora del Perú

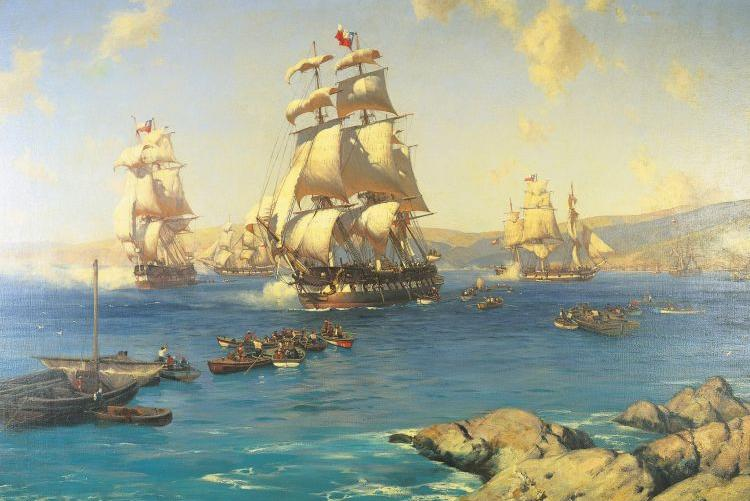
Zarpe de la escuadra chilena hacia Perú.

Pronto, bajo las órdenes del Director Supremo de Chile, Bernardo O'Higgins, Cochrane se unió a las fuerzas independentistas chileno-argentinas comandando la escuadra que tenía por misión eliminar el poder realista asentado en el Virreinato del Perú. Cochrane tomó su posición desde el buque insignia, la O’Higgins, transportando a las fuerzas expedicionarias bajo el mando del general José de San Martín.
El plan general de San Martín era rodear y sitiar el complejo militar de Lima y el Callao, a la espera de un alzamiento independentista que forzara la rendición de las fuerzas monárquicas. San Martín consideraba que la plaza era demasiado fuerte para un ataque frontal y que tal ataque, en el mejor de los casos, causaría pérdidas considerables tanto militares como civiles: el virrey disponía de veinte mil soldados y las fortificaciones eran consideradas las más fuertes de América del Sur, con cientos de cañones, ciudadelas, fortines, murallas con muchos torreones (ver Murallas de Lima).
De acuerdo al plan, un destacamento desembarcó en Pisco, al sur de Lima, desde donde se dirigió a esa ciudad. El resto de la expedición continuó hacia el norte. Cochrane ordenó que pasaran a la vista del Callao y así, frente a la muchedumbre que observó, desfilaron las ocho naves de guerra y dieciséis transportes de la Flota Libertadora. A comienzos de noviembre, el resto de las tropas de tierra desembarcaron en Huacho, al norte de Lima. Cochrane volvió a bloquear por tercera vez el puerto del Callao e ideó nuevas formas de atacar los fuertes y a la escuadra española.
Ese puerto estaba fuertemente defendido y se consideraba inexpugnable a todo ataque que los independentistas pudieran montar, dado que sus fuertes principales contaban con trescientos cañones junto a un sistema de cadenas que eran inspeccionadas cada hora y que impedía el acceso al puerto mismo, a menos que sus defensores las retiraran.
Cochrane a pesar de eso penetró el puerto con catorce botes a remo y capturó a la fragata Esmeralda, a la sazón el buque insignia español y el más poderoso en el Pacífico poniendo así fin al dominio marítimo español en la región. En el combate que tomó lugar a bordo de la Esmeralda, Cochrane fue herido dos veces, una de gravedad, con una bala de mosquete que penetró cerca de la columna vertebral. Esa herida le causó problemas durante su retiro.Ver video documental sobre la captura de la fragata Esmeralda en el puerto del Callao. Cochrane mantuvo un fuerte bloqueo en el Callao hasta que capturó y hundió la flota que se encontraba en ese puerto y también persuadir la rendición del puerto, lo que se produjo el 19 de septiembre de 1821.
Cochrane también durante estas acciones convenció al general San Martín de llevar a cabo una expedición militar al sur peruano que estaría comandado por el teniente coronel Guillermo Miller, y que Cochrane lo apoyaría desde la costa. Durante la expedición éstos lograron tomar varios puertos y ciudades. Además de plegar a varios hombres a la causa patriota.
Con posterioridad a la toma de Lima y la rendición del Callao, algunos problemas entre Cochrane y San Martín se hicieron presentes, tanto porque Bernardo de Monteagudo y el propio San Martín querían "peruanizar" la escuadra chilena, como porque Cochrane resentía disciplinarse a "un intelecto militar inferior como el de San Martín" y porque no se habían pagado sueldos como se había acordado antes de que saliera la expedición de Chile.
Con la cuestión de la falta de pagos a los marinos de la escuadra, Cochrane incautó los tesoros públicos depositados por San Martín a bordo de una goleta anclada en el Puerto de Ancón. Cochrane solo se limitó a tomar el sueldo para los marinos con el objeto de apaciguar y evitar un motín de sus hombres por lo que dejó intacto el resto del dinero. Pero San Martín, molesto por lo sucedido, ordenó que la escuadra se retirara de las costas del Perú sin permitirles suministros.
Cochrane se marchó de las costas peruanas para perseguir a los últimos buques de guerra españoles que aun quedaban.

### Cochrane en las costas de México

Todos los cruceros de Thomas Cochrane y la escuadra chilena desde 1819 a 1822.

Por los conflictos con San Martín, el 6 de octubre de 1821 Cochrane zarpa con su escuadra compuesta por las fragatas O'Higgins y Valdivia (ex Esmeralda); la corbeta Independencia, el bergantín Araucano y la goleta Mercedes con el fin de buscar en las costas del Pacífico los últimos fuerzas de la armada española, la fragatas Prueba y Venganza; y la corbeta Emperador Alejandro.
Al salir del Perú toco puerto en Guayaquil, donde estuvo un mes para montar y para aprovisionar a los buques de la escuadra. Luego siguió su viaje hacia el norte llegando a las costas de México, donde el ambiente de lucha entre patriotas y realistas había disminuido. Pues en esos momentos, Agustín de Iturbide, realista y no gran enemigo de los españoles, gobernaba México con el título de emperador.
Cochrane había ordenado al bergantín Araucano ir directamente a Acapulco para bloquear el puerto e impedir que escaparan las naves españolas que hubiera allí. Fue así como en los últimos días de diciembre de 1821 el Araucano entró a ese puerto, donde llegaban los navíos que hacían el comercio español entre América y las Filipinas. Al bajar el comandante del bergantín a tierra fue inmediatamente apresado por el gobernador del puerto.
El 28 de febrero de 1822, llegó Cochrane con el resto de la escuadra al puerto. Allí se le informó a Cochrane de la actitud poco amistosa de los mexicanos, y de los preparativos de combate que se realizaban en los fuertes que protegían el puerto.
El gobierno de México había recibido informes falsos, según los cuales Cochrane se había apoderado de la escuadra chilena para dedicarse a la piratería. El almirante despachó a tierra un parlamentario para comunicarle al gobernador que necesitaba aprovisionarse de agua y de alimentos, y que venía en son paz, pero si encontraba resistencia entraría por la fuerza. Sin esperar la respuesta ordenó llamar a zafarrancho de combate. Los barcos chilenos fueron entrando a Acapulco con las mechas de los cañones encendidas y se estacionaron presentando sus baterías hacia los fuertes, donde también se preparaba la artillería.
Afortunadamente la respuesta del gobernador mexicano fue conciliadora. Este informó al gobierno central de la presencia de la escuadra. Entonces fue el mismo Iturbide quien envió una conceptuosa carta de bienvenida a Cochrane. Así, la tripulación pudo desembarcar sin problemas.
Luego de estos incidentes Cochrane despachó a la Independencia y al Araucano a comprar provisiones a California. La primera embarcación llegó hasta la bahía de San José, en el límite meridional de California, que aún estaba bajo dominio español. Allí capturaron al bergantín realista Francisco Javier, una embarcación mercante armada con 14 cañones para el corso.
La presencia de la escuadra chilena de Cochrane significó para las autoridades de la zona que eran en su mayoría pro-realistas una amenaza, por lo que se vieron obligadas a proclamar la independencia de California ante el regocijo de la población de la ciudad de San José. Durante estos hechos se produce la pérdida del bergantín Araucano por un motín de sus marineros.
Entretanto, los últimos buques de guerra españoles: las fragatas españolas, Prueba y Venganza; y la corbeta Emperador Alejandro comandadas por el capitán de navío José Villegas y Córdoba, se rendían en Guayaquil debido a la escasez y la persecución de la escuadra de Cochrane.
Cuando Cochrane llegó a Guayaquil para conseguir suministros, se generó un conflicto por el destino de las naves españolas rendidas, lo que lo llevó a enfrentarse a las autoridades quienes finalmente llegaron a un mutuo acuerdo pero que a la larga nunca se cumplió. Luego volvió a aparecer por las costas peruanas donde no se le permitió abastecerse de suministros y estuvo amenazado por la presencia de la nueva escuadra que San Martín había organizado y le había dado el mando a Hipólito Bouchard, Cochrane a pesar de su presencia capturó a la goleta Moctezuma, buque que estaba al servicio en Perú y que había capturado debido a que no se le había comunicado que el buque ya no pertenecía a su escuadra y por la hostilidad a su persona.
Thomas Cochrane viendo cumplidos ya sus objetivos de acabar con los buques españoles, regresó definitivamente a Chile.

### Retorno y recibimiento en Chile

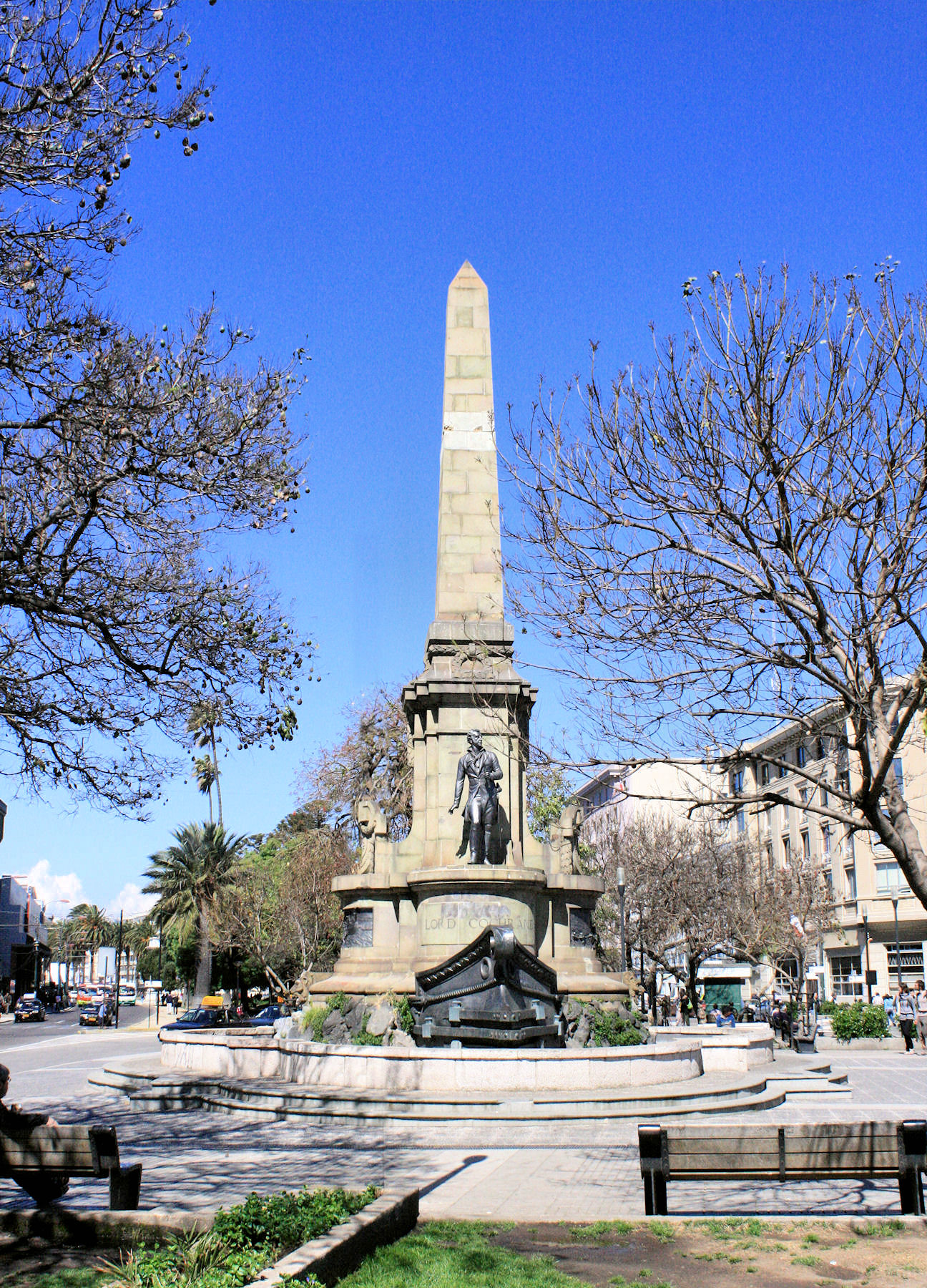
Monumento a Lord Cochrane en Valparaíso.

Lord Cochrane regresa a Valparaíso en junio de 1822, después de 22 meses de ausencia, donde una entusiasta bienvenida le aguardaba, muchas medallas fueron otorgadas en su honor, así como días feriados. Cochrane es considerado como uno de los fundadores de la Marina Nacional de Chile.
Su mayor contribución a la causa independentista es haber liberado al Pacífico sur de la división naval española que combatió, sin embargo posteriormente arribaría el navío Asia con el que España vuelve a dominar el Pacífico del Sur, hasta la capitulación de Ayacucho. Durante este período, el mismo decía que los monárquicos lo apodaron "El Diablo". El único apodo que se le conoce en realidad se lo impuso José de San Martín en referencia al cobro en metálico.  La neutralización de los dos grandes centros navales españoles en la región —el complejo militar de Corral y Valdivia en Chile y el Callao en Perú— y la subsiguiente eliminación de la flota monárquica en la costa occidental de América del Sur resultaron directamente en la independencia del Perú y en el abandono por parte de España de sus esperanzas de reconquistar el subcontinente.
Sin embargo, tales reconocimientos solo eran efemérides y honores, no un reconocimiento material a tan grandes servicios. En la práctica, Cochrane seguía sin recibir su pago, aun cuando el Estado de Chile le cedió "a perpetuidad" la hacienda de "Río Claro" por la captura de Valdivia. Esta falta de seriedad generó posterior indignación de su parte, como lo describe en sus notas acerca de la campaña en Perú y es expandido más tarde por su biógrafo:

For the real welfare of Chile Lord Cochrane was always eager; but in the treatment which he himself experienced he had strong proof, both during his four years' active service under the republic and in all after times, of the difficulties in the way of its advancement. Not only was he subjected to the contumely and neglect of which he complained in the letters just quoted from: he was also directly mulcted to a very large extent in the scanty recompense for his services to which he was legally entitled, and indirectly injured to a yet larger extent. "I was compelled to quit Chili", he wrote at a later date, "without any of the emoluments due to my position as Commander-in-Chief of the Navy, or any share of the sums belonging to myself and the officers and seamen; which sums, on the faith of repayment, had, at my solicitation, been appropriated to the repairs and maintenance of the squadron generally, but more especially at Guayaquil and Acapulco, when in pursuit of the Prueba and the Venganza.

Lord Cochrane fue siempre entusiasta por el verdadero bienestar de Chile; pero del tratamiento que él mismo experimentó tenía fuertes pruebas, tanto durante sus cuatro años de servicio activo a la república como en las épocas posteriores, de las dificultades en su adelanto personal. No sólo era sometido continuamente al abandono del cual se quejó en las citas ya presentadas de sus cartas, sino que también se le extendió una recompensa por sus servicios muy inferior a la que tenía derecho por contrato, y de forma indirecta fue injuriado aún en mayor medida. "Fui obligado a abandonar Chile", escribió en una fecha posterior "sin ninguno de los emolumentos debido a mi cargo de Comandante en Jefe de la Armada o de cualquier parte de las sumas que le pertenecen tanto a mí como a los oficiales y gente de mar; sumas que, en fe de reembolso, ya habían, por mi solicitud, sido consignadas a la reparación y mantenimiento de la escuadra en general, pero más especialmente en Guayaquil y Acapulco, durante la persecución de la Prueba y la Venganza.

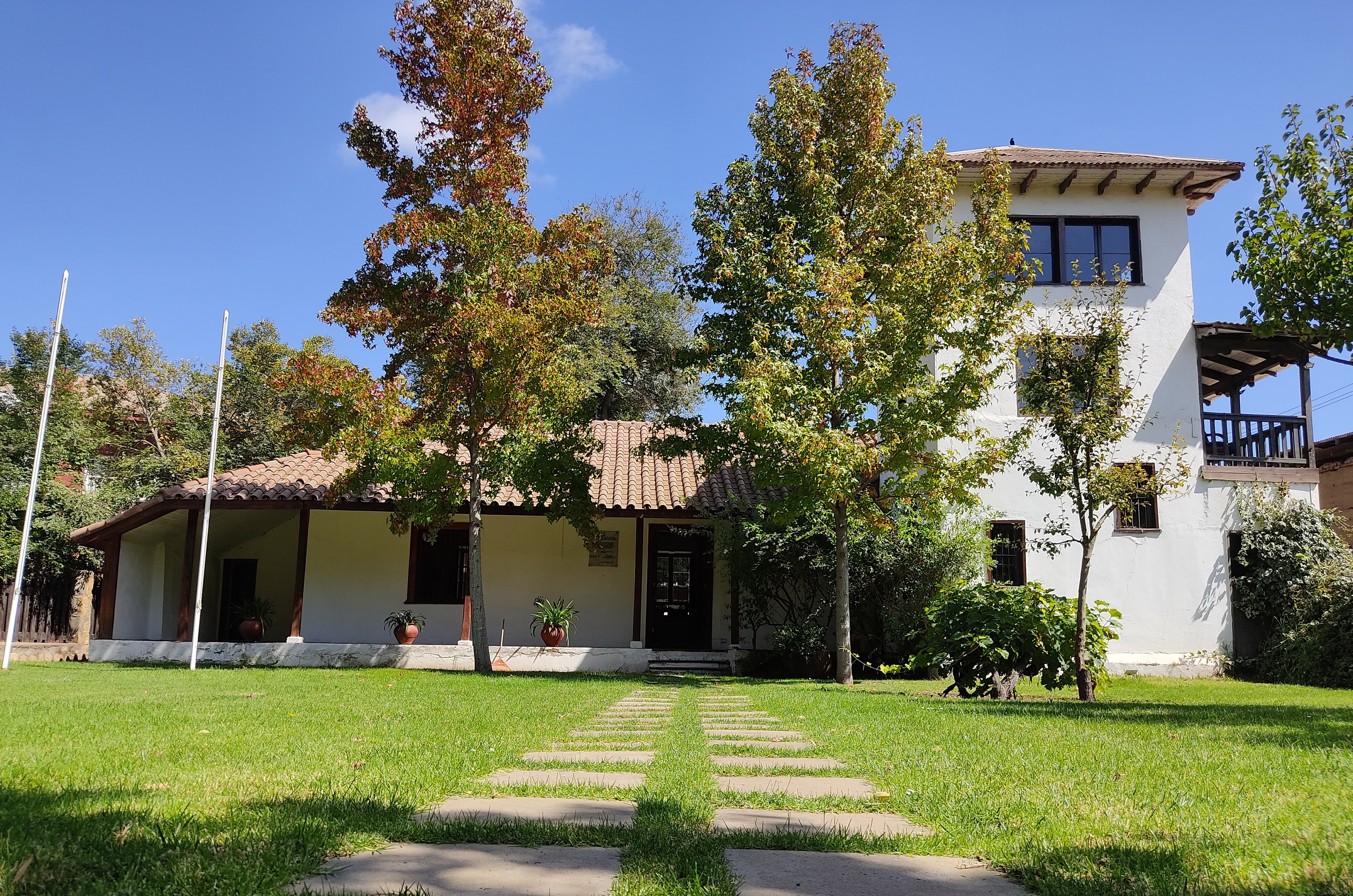
Casona perteneciente a la Hacienda de Valle Alegre en Quintero, Chile. adquirida por Cochrane en mayo de 1820, actualmente es un Museo

Finalmente, Thomas Cochrane se aleja de la situación interna que empezó a vivir Chile y acepta el encargo del Imperio del Brasil por Pedro I de dirigir la marina del Brasil contra los portugueses, y se retira de Chile al pedir una licencia temporal. Como consecuencia, el estado chileno reasume a la fuerza la propiedad de la hacienda de Quintero que había sido dado como premio, como se ha dicho, a Thomas y su familia "a perpetuidad". Manteniéndose la Hacienda de Valle Alegre en Quintero, que, en mayo de 1820 compra con recursos propios, actualmente  es de propiedad de la familia Castro, en cuya dependencia existe la casona de Cochrane, que desde el año 2010 alberga el Museo Casona Lord Cochrane de Valle Alegre de Quintero.
Expresará en una carta más tarde «Me entristece esta ingratitud por mis servicios que hacen que el menor de mis infortunios sea perder la devoción que sentía por Chile».
A pesar de todos estos desaciertos que sufrió Cochrane en Chile que la escritora y amiga Maria Graham reseñó. Este seguiría manteniendo noticias y comunicaciones sobre este país con algunos personajes. En enero de 1823, en la comunicación con la cual devolvía al gobierno la insignia del mando de la escuadra, terminaba diciendo:

... Asegure V.S también a S.E. que si en algún tiempo las vicisitudes que visitan a las naciones se acercasen a mi país adoptivo, que yo estaré tan pronto en ofrecerme a la lid de su defensa de Chile y sus sagrados derechos...

Por ley de la República del 20 de agosto de 1857, Cochrane sería reincorporado a la Armada de Chile y figuraría nuevamente a la cabeza del Escalafón de Oficiales hasta su muerte.

## Servicio en Brasil

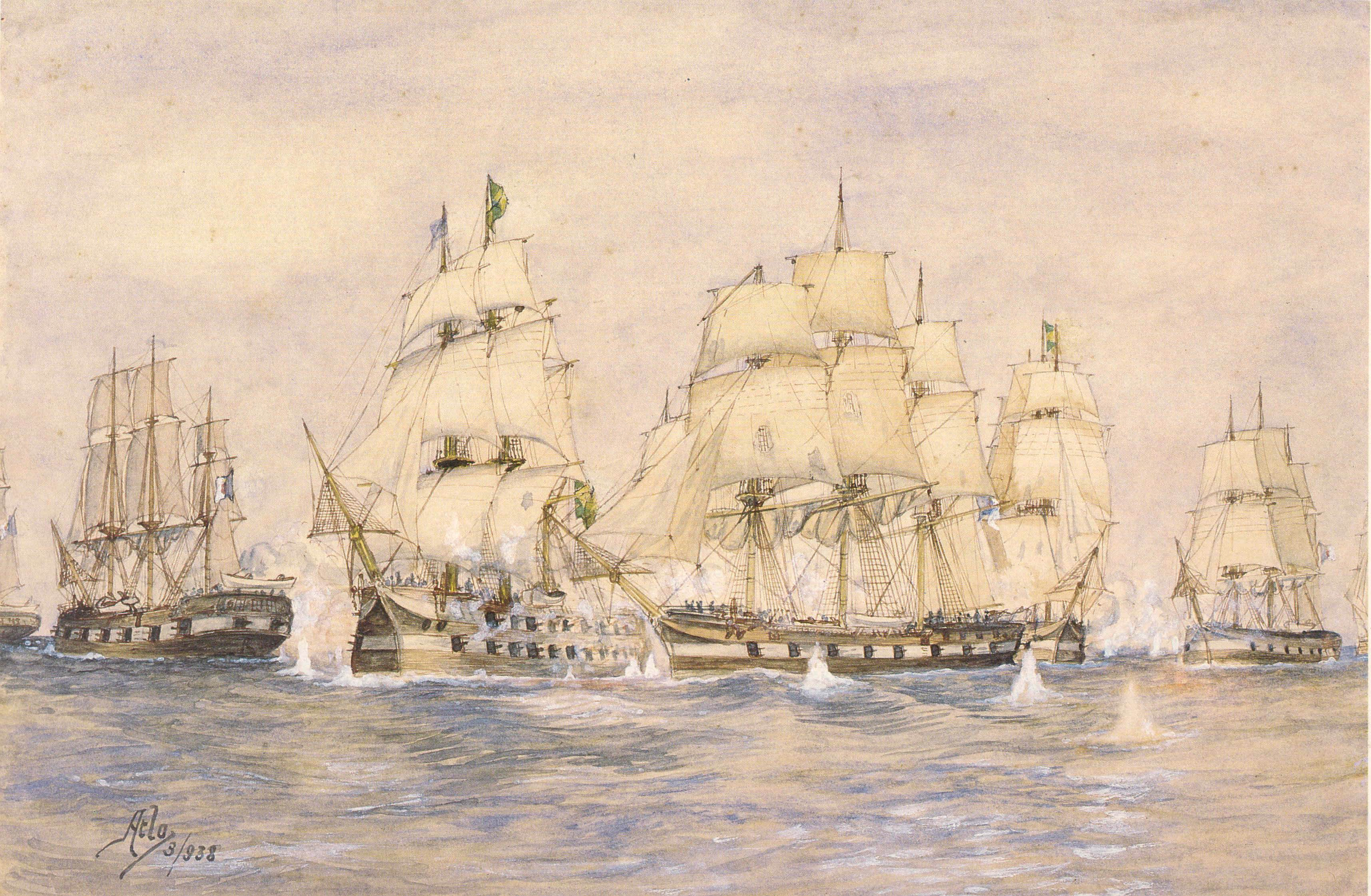
Batalla del 4 de mayo de 1823, donde Cochrane comandó la flota brasileña contra los portugueses.

Entre 1823 y 1825 Cochrane tomó parte en las luchas de independencia de ese país, destacándose en la liberación de Bahía y Maranhão en 1823. Esas acciones y sus antecedentes son uno de los episodios más remarcables de su vida.
Comenzó con el bloqueo por Cochrane de Bahía, lo que ocasionó que los portugueses decidieran abandonarla. Esto se hizo por mar, en un convoy de más de ochenta barcos, de los cuales trece eran de línea. Para enfrentarlos, Cochrane disponía de un total de cinco, solo uno de los cuales —el que él comandaba personalmente— había demostrado valor militar. Peor aún, de esos cinco, tres no estaban presentes. Así pues, Cochrane solo estaba apoyado por otro buque de guerra cuando la flota portuguesa se hizo al mar.
Sin embargo, durante las dos semanas que siguieron, Cochrane atacó sin cesar el convoy lusitano con solo su barco, ordenando que el resto de la flota brasileña se concentrara en llevar a Bahía los buques que él obligaba a rendirse. Al terminar la acción, de los sobre ochenta, solo un total de veintiséis regresó a Portugal.
Sin detenerse a descansar, Cochrane entró a Maranhão. Ese puerto —capital de la provincia homónima— era en aquellos días la más rica de Brasil y, en consecuencia, la más fortificada. Cochrane anunció que la derrota naval portuguesa se debía a una gran flota brasileña, flota a la cual se habían unido los barcos y pertrechos capturados y la cual se dirigía ahora a Maranhão. Él venía a dar la oportunidad de evitar derramamiento innecesario de sangre. Tal era su confianza en el triunfo inevitable de esa gran fuerza de invasión que demandaba la rendición inmediata de las fuerzas portuguesas.
Obviamente Cochrane juzgó bien el momento psicológico. Al día siguiente los portugueses entregaron la ciudad y sus fuertes. Así, sin más disparos que los que se hicieron en honor del acuerdo, una gran provincia se unió al Brasil independiente.  Como reconocimiento de este notable logro el emperador brasileño, Pedro I, le otorgó el título de marqués de Maranhão. Sin embargo, Cochrane no consiguió ser pagado por sus servicios (por lo que reclamaría amargamente) y en consecuencia, se apoderó de algunos navíos como forma de pago.
También combatió en Pernambuco  (1824) contra la  Confederación del Ecuador, en el Nordeste brasileño, contribuyendo a su derrota y asegurando así la integridad de los límites territoriales de Brasil.

## Servicio en Grecia
Dos años más tarde, interviene en la guerra de la Independencia griega, enfrentándose en esta oportunidad a las naves del Imperio otomano (1827-1828).
La intervención de Cochrane en la Guerra de independencia de Grecia se transformó rápidamente para él en una fuente de frustraciones y decepción.
Desde 1814 los griegos habían comenzado a organizarse para lograr la independencia del Imperio otomano, del cual habían sido parte desde el siglo XIV. Este movimiento ganó popularidad especialmente entre los exiliados griegos tanto en Europa como EE. UU. Se formaron numerosas sociedades de amistad, que promovían y juntaban dinero para la causa. Al mismo tiempo el romanticismo ganaba aceptación y el público e intelectualidad occidental miraba con creciente simpatía las aspiraciones libertarias de la cuna de su civilización.
Sin embargo, este no era el caso de los gobiernos europeos. Después de la Revolución francesa, éstos veían con recelo movimientos revolucionarios en general. Además, temían que la intervención en la situación podría llevarlos a una guerra con el Imperio o Turquía y que una Grecia independiente y/o Turquía debilitada podría llegar a ser parte del área de influencia de algún poder rival.
Lo anterior, junto con un grado de diferencias e incluso corrupción muy alto entre los que se declaraban partidarios de la independencia hicieron que la proyectada intervención por Cochrane se postergara una y otra vez. Más de veintiún meses pasaron desde que el aceptó tomar parte (en el otoño de 1825) hasta que tal intervención se concretó.
Por ejemplo, el acuerdo era que seis barcos a vapor, construidos en Inglaterra, estarían a su comando. Y se le adelantaron 35 mil libras para organizar la tripulación, etc. Sin embargo, esos barcos nunca se concretaron, dineros para su construcción (y no a su cargo) desaparecieron, fueron gastados en mantener representantes del movimiento independentista, algunos de los mismos barcos fueron vendidos y otros fueron tan mal construidos que resultaron inútiles, etc.
Cuando Cochrane finalmente zarpó, en febrero de 1827, lo hizo al mando de una corbeta a vela y con la esperanza de conseguir otra en Francia. Logrado esto, finalmente llegó a Grecia a mediados de marzo de ese año. Con material tan ligero poco pudo hacer contra la flota otomana, una combinación de las flotas turca y egipcia, bien armada y numerosa en aquellos tiempos.
Afortunadamente para los griegos, los comandantes de las flotas inglesa, francesa y rusa del Mediterráneo, extendiendo sus órdenes más allá de lo entendido, intervinieron decisivamente en octubre de ese mismo año (batalla de Navarino). La flota inglesa tenía órdenes de dificultar los movimientos de la flota otomana y posicionó sus barcos —inferiores en número— de tal forma que el comandante otomano pensó que la podía destruir fácilmente. Comenzada la batalla, las flotas francesa y rusa, que por algún motivo se encontraban en el área, acudieron a la ayuda de los ingleses. Dos tercios de los efectivos otomanos fueron destruidos. Poco después de esto la independencia griega fue reconocida.
Como consecuencia de todo lo anterior, algunos historiadores griegos han acusado a Cochrane de haberse dado una vida de lujo a costa del sufrimiento del pueblo griego.

## Regreso al Reino Unido

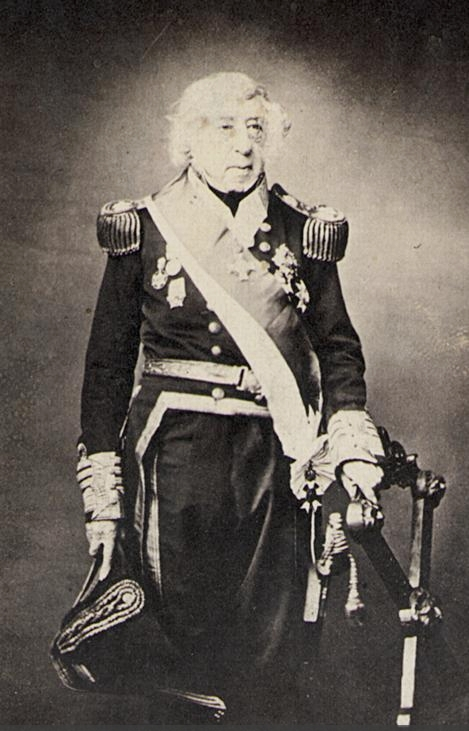
Cochrane, de vuelta al servicio en la Royal Navy.

Cochrane volvió a Inglaterra en 1828, dedicándose a restaurar su nombre y posiciones, consiguiéndolo en la Marina, en 1832, a través de un perdón real. Al año siguiente le fue permitido heredar el título de earl de Dundonald, cuando su padre murió, siendo restituido como Caballero de la Orden del Baño en 1847. En 1848 le fue otorgado el comando supremo del teatro de Norteamérica y el Caribe, con el rango de Almirante de la Marina Real. En 1854 fue nombrado Contraalmirante (Rear Admiral, cargo honorario). Murió en Londres, el 31 de octubre de 1860, a la edad de 85 años.
A Lord Cochrane le fue dado el gran honor de ser enterrado frente al altar de la abadía de Westminster, donde los brazos de la cruz que forman los pasillos se cruzan. Sobre su tumba se ve el escudo de su familia rodeado por los escudos de armas de las cuatro naciones que sus acciones ayudaron a liberar.

## Invenciones, innovaciones y "armas secretas"
Cochrane fue uno de los primeros en darse cuenta de las posibilidades militares ofrecidas por los barcos a vapor, y obtuvo patentes relacionadas al uso de hélices como medio de propulsión y "aceite de alquitrán" como combustible. Desarrolló también una máquina a vapor rotatoria y una lámpara de señales para comunicaciones navales.
En la misma área, convenció a las autoridades chilenas que ordenaran la construcción de un barco a vapor para la campaña contra los monarquistas, pero esta máquina llegó muy tarde y no se utilizó. Igualmente frustrada, pero por diferentes motivos, fue su tentativa de usar ese tipo de navíos en Grecia.
Más interesante fue el desarrollo o invención de una serie de "armas secretas", ofreciéndolas a la Marina británica en el claro entendimiento de que —las aceptaran o no— nunca las revelaría a ningún otro país.
Cochrane era gran partidario del uso de las "lanchas de fuego" o brulotes (cuyo uso era conocido por muchos años). Estas generalmente eran embarcaciones cuyo mal estado las hacía inservibles y, siendo llenadas de material combustible, eran lanzadas al centro de las cerradas formaciones navales comunes en aquellos días. Tan efectivo podía ser el resultado que la mera amenaza de su uso ocasionó que en Brasil los portugueses abandonaran Bahía.
Cochrane propuso agregar a tales lanchas barriles de pólvora y alquitrán, con el fin de que, explotando en el medio de los barcos enemigos, incendiaran al mayor número posible.
Una forma común de defensa de puertos en aquellos días era la construcción de murallas de mar —malecones muy altos— detrás de los cuales los barcos en el puerto y el puerto mismo estaban protegidos. A fin de atacar esos muros y los barcos que defendían, un atacante necesitaba acercarse a fin de mejorar la puntería, pero a mayor cercanía, más necesitaba elevar el ángulo de fuego de los cañones, disminuyendo la certeza de sus disparos.
Cochrane propuso resolver el problema a través de barcos explosivos, es decir, usar barcos viejos, llenarlos de pólvora y trozos de metal —cañones viejos, anclas, etc.— y barriles de alquitrán acercándolos a los muros de mar y hacerlos explotar. Su propuesta incluía el uso masivo y simultáneo de tales buques explosivos contra los principales puertos franceses de la época, con el fin de destruir de un solo golpe la flota francesa.
Después de algunos estudios, el alto mando británico concluyó que, aunque el proyecto era factible, no era en el interés británico usarlo, dado que en el futuro algún otro poder lo podría usar contra la misma marina británica.
La propuesta final consistía en "barcos malolientes" para atacar posiciones fortificadas cerca de la costa. Tales barcos eran similares a los explosivos, pero estaban llenos de alquitrán y azufre. Si se ponían contra los fuertes, en días que el viento fuera favorable, podrían incendiarlos, y además, el humo y los gases ya sea matarían o forzarían a los defensores a abandonar las defensas, que podrían ser entonces tomadas por los atacantes, cuando el humo se disipara.
Esta idea, hecha tan temprano como en 1811 y renovada varias veces, fue rechazada por considerarse inhumana.
Estas propuestas, mantenidas estrictamente secretas hasta 1895 y dadas a conocer al público en 1908, han sido consideradas por varios historiadores militares como precursoras de métodos y actitudes que se hicieron comunes en el siglo XX. Su rechazo es visto como expresión de una concepción quizás más civilizada de la guerra.

## Influencia

### En la literatura
Entre otras, las novelas de Cecil Scott Forester acerca de la vida de Horatio Hornblower, desde oficial recién llegado a un buque a capitán, fueron basadas en sus aventuras navales. En ellas los triunfos del héroe se atribuyen tanto a su carácter como a su dedicación. Hornblower es una representación del ideal liberal, un  meritócrata que progresa y triunfa debido a su dedicación al conocimiento y el esfuerzo.
Otro personaje, directamente inspirado en Cochrane es el capitán Jack Aubrey de las novelas de Patrick O'Brian, entre las que destaca Master and Commander y su versión cinematográfica Master and Commander. Es una novela histórica náutica, publicada por primera vez en 1969 en los Estados Unidos y 1970 en el Reino Unido. El libro demostró ser el comienzo de la serie Aubrey-Maturin de 20 novelas, ambientada en gran parte en la era de las Guerras Napoleónicas, en la que O'Brian continuó trabajando hasta su muerte en el año 2000. Tanto en la película como en el libro puede apreciarse la acción naval en el Mediterráneo que se basa estrechamente en las hazañas de la vida real de Lord Cochrane, incluida una batalla después de la espectacular victoria de Cochrane en el bergantín HMS Speedy sobre la fragata española El Gamo, muy superior en rango.

### En la Marina de Chile
Como una forma de honrar a su primer almirante, la Armada de Chile ha nombrado cinco naves en su honor. El primero de ellos fue la fragata blindada Almirante Cochrane que fue comprada en 1874 y que luchó en la Guerra del Pacífico del siglo XIX. Capturó el monitor blindado Huáscar. Fue dado de baja en 1933.
La segunda nave que llevaría su nombre sería un acorazado Dreadnought, pero al estallar la Primera Guerra Mundial, la nave fue convertida en portaaviones y no sería adquirido posteriormente por la armada chilena; el HMS Eagle, que luego fue hundido en la Segunda Guerra Mundial. La tercera nave fue un destructor americano de la Clase Fletcher, el Cochrane (DD-15) que llegó a Chile en 1968 y fue desarmada en 1982. Esta nave participó en el Conflicto del Beagle, llamada así por la disputa con la Argentina por la soberanía de las islas Picton, Nueva y Lennox en 1978. La cuarta nave sería el ex destructor HMS Antrim (D-18) de la Clase County que llegó Chile en 1984. Entre 1985 y 1986 el destructor fue convertido a un DLH (destructor líder porta-helicóptero). En 1993 era reequipado con el SAM Barak, que substituyó los misiles de Seacat. Este destructor fue desarmado en septiembre de 2006.
La quinta y actual nave en llevar su nombre es una fragata Tipo 23; la fragata Almirante Cochrane (FFG-05), antes llamada HMS Norfolk que fue comprada por la marina de guerra chilena el 22 de noviembre de 2006.

### En la Marina de Argentina
En la Marina de Argentina no es tan bien visto a Cochrane, aunque fue almirante también de esta armada en el Pacífico en el momento de la Expedición libertadora al Perú, sino que realmente en Argentina es mal visto por su actitud que tuvo con el Corsario Hipólito Bouchard al arrestarlo de piratería y que además su rivalidad con este, aunque ambos sirvieron para el mismo país es mejor visto a Bouchard que a Cochrane, aparte se lo asocia a Cochrane como un pirata mientras que el otro como un Corsario.[cita requerida]
Por su parte, Cochrane nunca tuvo una buena relación con José de San Martín. Durante la expedición al Perú liderada por San Martín, la Armada vivió serias dificultades económicas que Cochrane debía enfrentar. Por lo demás, en dicha expedición se enfrentaron en lo relativo al camino más conveniente a seguir, mientras Cochrane pensaba que lo mejor era atacar directamente Lima, San Martín decidió desembarcar al norte en pos de buscar negociar con la elite criolla peruana.